# Il matrimonio (Chagall)
Il matrimonio è un dipinto a olio su tela (99x74 cm) realizzato nel 1944 dal pittore Marc Chagall.
Fa parte di una collezione privata.
Il soggetto è una coppia di sposi abbracciati che si tengono per mano sotto il baldacchino nuziale.